# Neue Synagoge (Lissa)

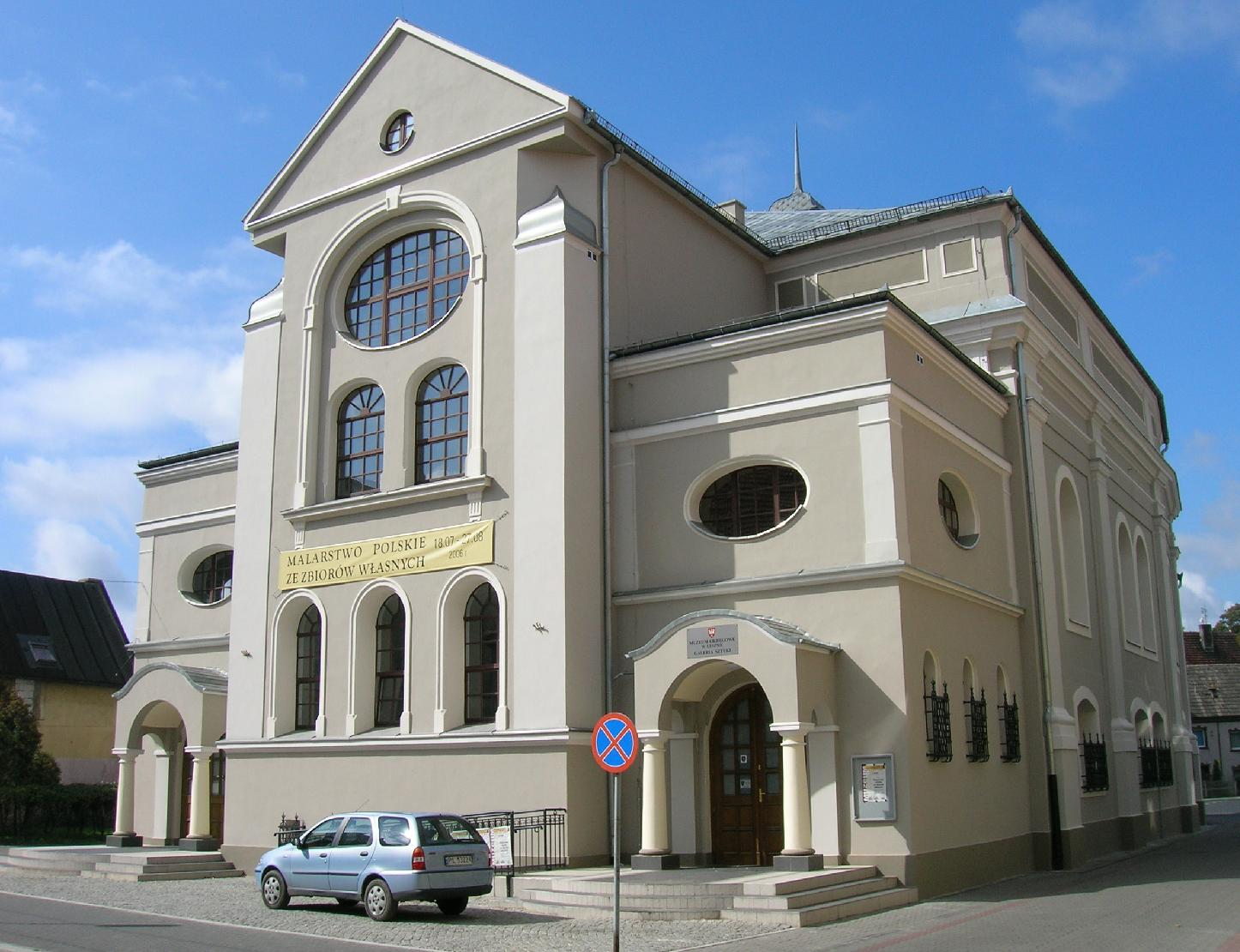
Heutiges Aussehen (2007)

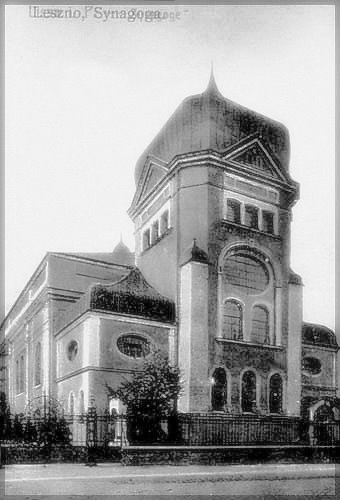
Die Synagoge in Lissa mit welscher Kupferhaube im Jahre 1905

Die Neue Synagoge Lissa (polnisch Leszno) ist eine ehemalige Synagoge in Leszno (früher Lissa) in der Gabriel-Narutowicz-Straße (früher Kostener-Straße) Nr. 10. Sie steht unter Denkmalschutz und ist ein Kulturdenkmal.

## Beschreibung

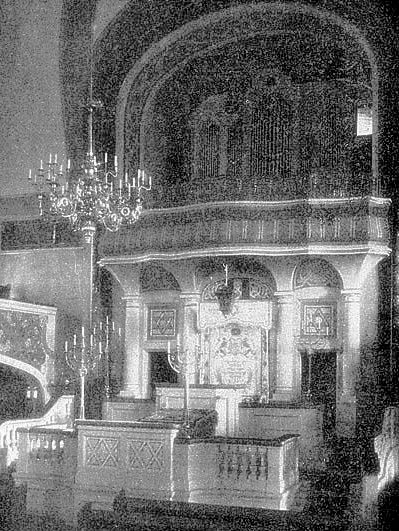
Synagoge mit Blick auf den Aron ha-Qodesch und darüber befindlicher Orgel

Die Synagoge wurde in den Jahren 1796 bis 1799 an der Stelle eines Vorgängerbaus von 1626 errichtet. Am Freitag, dem 2. März 1799 fand die Einweihung statt.
1903 beauftragte die jüdische Gemeinde H. Müller das Äußere der Synagoge im Stil der Neoromanik umzubauen. Empore, Arkaden, ein Turm, ein Baldachin über der Bima und ein Thoraschrein im Stil der Neorenaissance bzw. Neobarock wurden eingerichtet.
1956 ging die welsche Kupferhaube auf dem Turm samt dem obersten Turmgeschoss verloren. Auch die Kupferhauben seitlich waren verschwunden. Weiterhin fehlte die gesamte Innenausstattung. Vor kurzem ist das Gebäude grundlegend saniert worden, ohne es jedoch in seinen ursprünglichen Zustand zurückzuversetzen. Heute befindet sich in der profanierten Synagoge das Muzeum Okręgowe w Lesznie (Museum des Kreises Leszno).